# Blanco (Rapper)
Blanco (* 8. März 1999 in Kennington, London; bürgerlich Joshua Emmanuel Pinto João Eduardo) ist ein britischer Rapper und Sänger. Er begann seine Karriere 2015 und veröffentlichte 2019 seine Debüt-EP English Dubbed und 2021 sein Debüt-Mixtape City of God. Er ist Teil der britischen Drill-Gruppe Harlem Spartans.

## Karriere
Blanco begann im Alter von 15 Jahren Texte zu schreiben und ließ sich dabei von Künstlern wie Skepta und 50 Cent inspirieren. Später trat er über ein Jugendzentrum in Kennington dem Kollektiv Harlem Spartans bei. Im Jahr 2016 veröffentlichte er Jason Bourne, das laut New Wave Mag seinen Platz als angesehener Drill-Künstler bestätigte. Im Jahr 2019 veröffentlichte Blanco seine Debüt-EP English Dubbed.
Am 24. August 2021 veröffentlichte Blanco sein erstes Mixtape, das er nach dem Film City of God aus dem Jahr 2002 benannte. Das Mixtape wurde von Complex in die Liste der besten Alben des Jahres 2021 aufgenommen. In einem Artikel der Zeitschrift Clash wurde darauf hingewiesen, dass er sich mit dem Album von seinem Drill-Sound entfernt habe.

## Persönliches Leben
Blanco ist Anhänger des Fußballvereins Manchester City und hat eine angolanische Herkunft.

## Gesetzeskonflikte
Blanco wurde nach einem Vorfall in den frühen Morgenstunden des 15. Februar 2017 inhaftiert, als ein Taxi mit Blanco und seinem Harlem-Kollegen Mucktar Khan, besser bekannt als MizOrMac, von bewaffneten Polizisten angehalten wurde. Die Polizei durchsuchte die beiden und fand bei Blanco eine geladene Waffe und ein Samuraischwert, das er in seiner Hose zu verstecken versucht hatte; außerdem trug MizOrMac eine ballistische Schutzweste und hatte eine Sturmhaube. Am 9. Februar 2018 wurde Blanco wegen Besitzes einer Schusswaffe und Besitzes einer Angriffswaffe an einem öffentlichen Ort zu dreieinhalb Jahren Haft verurteilt. Sein Mitangeklagter MizOrMac wurde zu sechs Jahren verurteilt.

## Diskografie

### Mixtapes
- 2021: City of God
- 2023: ReBourne

### EPs
- 2019: English Dubbed

### Singles
- 2020: Shippuden (UK: Silber)
- 2021: The Great Escape (mit Central Cee)
- 2023: Brilliant Mind